# Ji Chang-wook
Ji Chang-wook (hangul: 지창욱; ur. 5 lipca 1987 w Anyang) – południowokoreański aktor i piosenkarz. Zdobył sławę, grając główną rolę Dong-hae w serialu Smile Again (2010–2011), a następnie wystąpił w wielu znaczących rolach głównych w serialach telewizyjnych, takich jak Warrior Baek Dong-soo (2011), Cesarzowa Ki (2013–2014), Healer (2014–2015), K2 (2016), Suspicious Partner (2017), Melting Me Softly (2019), Backstreet Rookie (2020), Lovestruck in the City (2020–2021), The Sound of Magic (2022), If You Wish Upon Me (2022), The Worst of Evil (2023) i Witamy w Samdal-ri (2023–2024).

## Kariera

### 2006–2009: Początki
Ji Chang-wook rozpoczął swoją karierę w teatrze muzycznym. Na ekranie zadebiutował w 2006 roku w filmie Days..., a w 2008 roku zagrał niewielką rolę w serialu telewizyjnym You Stole My Heart. Jego oficjalny debiut filmowy miał miejsce w 2008 roku w filmie Sleeping Beauty.
W 2009 roku Ji Chang-wook wystąpił w serialu My Too Perfect Sons, grając nieśmiałego, najmłodszego brata, który w wieku zaledwie 20 lat zostaje opiekunem córki swojego najlepszego przyjaciela. Weekendowy dramat rodzinny osiągnął oglądalność przekraczającą 40%. Następnie Ji zagrał rolę drugoplanową w komedii Hero.

### 2010–2012: Rosnąca popularność
W 2010 roku Ji Chang-wook otrzymał swoją pierwszą główną rolę w 159-odcinkowym serialu Smile Again, wcielając się w postać koreańsko-amerykańskiego łyżwiarza szybkiego na krótkim torze. Smile Again przez 15 kolejnych tygodni zajmował pierwsze miejsce w rankingach oglądalności, a Ji został nagrodzony tytułem „Najlepszego Aktora w Codziennym Serialu” na KBS Drama Awards.
Następnie Ji Chang-wook zagrał tytułową postać w historyczno-akcyjnym serialu Warrior Baek Dong-soo (2011). Serial, oparty na manhwie Lee Jae-heona Honorable Baek Dong-soo, opowiada historię pochodzenia mistrza szermierki z epoki Joseon, Baek Dong-soo, ukazując jego młode lata aż do momentu, gdy polityczne intrygi tworzą rywalizację z jego najlepszym przyjacielem z dzieciństwa, który stał się jego wrogiem. Serial zajmował pierwsze miejsce w swojej ramówce przez 13 tygodni, a Ji otrzymał nagrodę „New Star Award” na SBS Drama Awards. Jeszcze w tym samym roku zagrał główną rolę w dramacie Bachelor's Vegetable Store, opartym na prawdziwej historii Lee Young-seoka, młodego mężczyzny, który w 1998 roku przekształcił mały, 350-metrowy warzywniak w ogólnokrajową sieć z 33 sklepami.
W swojej pierwszej roli antagonisty w melodramacie Five Fingers (2012), wcielił się w postać pianisty, który zazdrości swojemu starszemu bratu jego naturalnego talentu do muzyki.
W 2013 roku powrócił do teatru muzycznego, występując w musicalu The Days. Zagrał tam prezydenckiego ochroniarza, który zaginął 20 lat wcześniej wraz z tajemniczą towarzyszką. The Days to musical jukebox, w którym wykorzystano utwory folk-rockowe Kim Kwang-seoka.

### 2013–2022: Przełom i przedsięwzięcia zagraniczne
Przełom w karierze Ji Chang-wooka nastąpił dzięki jego roli Toghona Temur (znanego również jako Ta Hwan), 16. cesarza dynastii Yuan, w historycznym dramacie Cesarzowa Ki. Serial cieszył się wysoką oglądalnością w całym kraju, osiągając średnią oglądalność na poziomie 35,12%. Kreacja Ji Chang-wooka wywarła silne wrażenie zarówno na krytykach, jak i na widzach, przynosząc mu uznanie i szerokie wyróżnienia.
Następnie zagrał tytułową rolę w akcyjno-thrillerowym serialu Healer (2014–2015). Po emisji tego dramatu zyskał ogromną popularność w Chinach i innych częściach Azji. W rezultacie przyjął role w mandaryńskojęzycznych dramatach, takich jak The Whirlwind Girl 2 oraz Mr. Right.
W 2016 roku zagrał główną rolę męską w serialu tvN K2, wcielając się w ochroniarza, który został zdradzony przez swoich rodaków i zakochuje się w dziewczynie cierpiącej na PTSD i socjofobię. Serial otrzymał pozytywne recenzje, zajmując czołowe miejsca w rankingach oglądalności kanałów kablowych przez cały okres 8-tygodniowej emisji. W listopadzie 2016 roku zagrał jedną z głównych ról w promocyjnym serialu internetowym 7 First Kisses dla Lotte Duty Free.

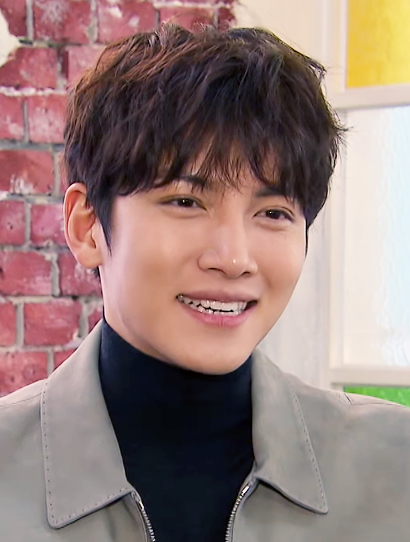
Ji Chang-wook w lutym 2017

W 2017 roku Ji Chang-wook zagrał w filmie akcji Fabricated City, wcielając się w postać bezrobotnego maniaka gier komputerowych, który zostaje wrobiony w morderstwo. W tym samym roku wystąpił także w serialu SBS Suspicious Partner, gdzie zagrał rolę prokuratora. Serial miał premierę w maju.
Po zakończeniu służby wojskowej w 2019 roku, został obsadzony w serialu Melting Me Softly. Wcielił się tam w rolę producenta telewizyjnego, który budzi się po 20 latach w przyszłości po nieudanym projekcie zamrażania ludzi.
W 2020 roku został obsadzony w serialu Backstreet Rookie, opartym na webtoonie o tym samym tytule. Wystąpił także w internetowym serialu komediowym Lovestruck in the City, który miał premierę na Kakao TV w grudniu 2020 roku.
W 2021 roku zagrał główną rolę w thrillerze Hard Hit, wcielając się w tajemniczego dzwoniącego, który szantażuje głównego bohatera i jego rodzinę, grożąc detonacją bomby umieszczonej w samochodzie, którym jadą.
W 2022 roku wystąpił w serialu Netflixa The Sound of Magic, opartym na webtoonie o tym samym tytule, wcielając się w tajemniczego magika Lee Eula. W tym samym roku zagrał również w dramacie KBS2 If You Wish Upon Me", gdzie odtworzył rolę byłego więźnia, który wolontaryjnie pracuje w hospicjum.

### Od 2023: Utworzenie agencji
W marcu 2023 roku zakończył współpracę z Glorious Entertainment. 14 marca 2023 roku ogłoszono, że przygotowuje się do założenia własnej agencji jednoosobowej razem z menedżerem, z którym współpracuje od ponad dziesięciu lat. W kwietniu 2023 roku podpisał umowę z Spring Company.

## Filmografia

### Filmy
| Rok  | Tytuł                            | Rola            | Informacje                    |
| ---- | -------------------------------- | --------------- | ----------------------------- |
| 2006 | Days...                          |                 |                               |
| 2008 | Sleeping Beauty                  | Jin-seo         |                               |
| 2009 | The Weird Missing Case of Mr. J  | Sun Gun-man     |                               |
| 2010 | Death Bell 2: Bloody Camp        | Soo-il          |                               |
| 2011 | Confession                       |                 | Film krótkometrażowy          |
| 2013 | How to Use Guys with Secret Tips | Brat Hong-juna  | Cameo                         |
| 2015 | The Long Way Home                |                 | Cameo                         |
| 2017 | Fabricated City                  | Kwon Yoo        |                               |
| 2017 | Your Name                        | Taki Tachibana  | Tylko głos, dubbing koreański |
| 2017 | The Bros                         | Young Choon-bae | Cameo                         |
| 2021 | Hard Hit                         | Jinwoo          |                               |
| 2024 | Revolver                         | Andy            |                               |

### Seriale telewizyjne
| Rok       | Tytuł                      | Rola                                  | Informacje     |
| --------- | -------------------------- | ------------------------------------- | -------------- |
| 2008      | You Stole My Heart         | Lee Phillip                           |                |
| 2009      | My Too Perfect Sons        | Song Mi-poong                         |                |
| 2009–2010 | Hero                       | Park Jun-hyeong                       |                |
| 2010–2011 | Smile Again                | Carl Laker / Dong-hae                 |                |
| 2011      | Warrior Baek Dong-soo      | Baek Dong-soo                         |                |
| 2011–2012 | Bachelor's Vegetable Store | Han Tae-yang                          |                |
| 2012      | Five Fingers               | Yoo In-ha                             |                |
| 2013–2014 | Cesarzowa Ki               | Toghon Temür / Ta Hwan                |                |
| 2014–2015 | Healer                     | Seo Jung-hoo / Park Bong-soo / Healer |                |
| 2016      | The Whirlwind Girl 2       | Chang An                              | Chiński dramat |
| 2016      | The K2                     | Kim Je-ha / K2                        |                |
| 2017      | Suspicious Partner         | Noh Ji-wook                           |                |
| 2019      | Melting Me Softly          | Ma Dong-chan                          |                |
| 2020      | Backstreet Rookie          | Choi Dae-hyun                         |                |
| 2022      | If You Wish Upon Me        | Yoon Gyeo-rye                         |                |
| 2023–2024 | Witamy w Samdal-ri         | Cho Yong-pil                          |                |

### Seriale internetowe
| Rok       | Tytuł                  | Rola                               | Informacje |
| --------- | ---------------------- | ---------------------------------- | ---------- |
| 2014      | Kara: Secret Love      | Anioł nr 2013, Chun Sa Nam         | Odc. 9–10  |
| 2016      | 7 First Kisses         | Ji Chang-wook                      | Odc. 3–4   |
| 2020–2021 | Lovestruck in the City | Park Jae-won                       |            |
| 2022      | The Sound of Magic     | Lee Eul                            |            |
| 2023      | The Worst of Evil      | Park Joon-mo                       |            |
| 2024      | The Queen 'Woo'        | Go Nam-mu / Gogukcheon of Goguryeo |            |
| 2024      | Gangnam B-Side         | Yoon Gil-ho                        |            |

### Udział w teledyskach
| Rok  | Tytuł                  | Artysta                          |
| ---- | ---------------------- | -------------------------------- |
| 2007 | "Are You Ready"        | Lena Park z udziałem Dynamic Duo |
| 2009 | "We Broke Up Today"    | Younha                           |
| 2010 | "I Have to Let You Go" | Young Gun                        |
| 2011 | "Cry Cry"              | T-ara                            |
| 2012 | "Lovey-Dovey"          | T-ara                            |
| 2012 | "I Need You"           | K.Will                           |
| 2013 | "That's My Fault"      | Speed                            |
| 2013 | "It's Over"            | Speed                            |
| 2013 | Runaway                | Kara                             |